# 甜蜜戀愛糖漿 ～以羞恥戀心為甘神大人準備的戀之祭典～
《甜蜜戀愛糖漿 ～以羞恥戀心為甘神大人準備的戀之祭典～》是MintCUBE在2015年2月27日發售的戀愛冒險類型成人遊戲。

## 故事簡介
花鳥幸和居住的星籠町每年都有在七夕舉辦慶典「迎星」的習俗。初夏的某一天，幸和與青梅竹馬的女孩綿貫露里一同去祠堂祭拜神明，在那裡兩人遇到了謎樣生物「饅頭大人」。在饅頭大人出現後，露里因此陷入發情狀態，後來在經歷幸和的精液洗禮後才恢復正常。

## 登場角色

### 主要角色
花鳥幸和
作品男主角。和妹妹鈴一起在露里的家中居住，並跟露里的父親學習製作和菓子的技術。
綿貫露里（聲：奏雨）
幸和的青梅竹馬。民宿兼和菓子店三十日庵的獨生女。由於從小就在店裡幫忙，對家事與料理非常拿手。
安娜史特希亞·羅絲（聲：榊るな）
日本出生但在英國長大的留學生女孩。個性開朗活潑。小時候曾在星籠町居住，對幸和有好感。
花鳥鈴（聲：百瀬ぽこ）
幸和的妹妹。性格天真無邪並總是帶著笑容。經常對幸和撒嬌，對露里像是姐姐般的傾慕。
日下穗積（聲：渡邊涼子）
因應饅頭大人的甦醒而被派到星籠町的女性宮司。從小在母親不去過問世事的教育方針下長大，因而缺乏常識。在星籠町的迎星祭典期間於三十日庵居住。
饅頭大人（聲：遙空）
持有特殊力量的土地神。

## 主題曲
片頭曲
作詞：七條，作曲、編曲：void，主唱：綿貫露里（奏雨）
片尾曲
作詞：96，作曲、編曲：void，主唱：饅頭大人／心（遙空）

## 評價
《甜蜜戀愛糖漿 ～以羞恥戀心為甘神大人準備的戀之祭典～》在Getchu.com的2015年2月銷量榜上排名第9名。於「萌系遊戲大賞」2015年2月的月間賞獲得第8名。

## 外部連結
- 甜蜜戀愛糖漿 ～以羞恥戀心為甘神大人準備的戀之祭典～遊戲官網 （页面存档备份，存于）（日語）